# 阿斯彭斯普林斯 (加利福尼亞州)
阿斯彭斯普林斯（英語：Aspen Springs）是位於美國加利福尼亞州莫諾縣的一個人口普查指定地區。

## 地理
阿斯彭斯普林斯的座標為37°33′17″N 118°42′47″W / 37.55472°N 118.71306°W，而該地最高點為海拔高度2167米（即7109英尺）。

## 人口
根據2010年美國人口普查的數據，阿斯彭斯普林斯的面積為9.24平方千米，當中陸地面積為9.24平方千米，而水域面積為0.00平方千米。當地共有人口19304人，而人口密度為每平方千米2,089人。